# Desperado (film 1995)
Desperado è un film del 1995 scritto e diretto da Robert Rodriguez, con Antonio Banderas e Salma Hayek. Sequel del film El mariachi è il secondo capitolo della Trilogia del Mariachi. Avendo a disposizione un budget maggiore rispetto al suo primo film, circa un milione e mezzo di dollari, Robert Rodriguez presenta un cast in cui spiccano Antonio Banderas, Salma Hayek ed alcune vecchie conoscenze del regista come Cheech Marin, Tito Larriva e Danny Trejo, che torneranno sul set di Dal tramonto all'alba e di molti altri film successivi del regista. Come citazione, il regista riserva a Carlos Gallardo, protagonista di El Mariachi, il piccolo ruolo di Campa.
Questo film aiutò Antonio Banderas a raggiungere la fama internazionale e segnò il debutto di Salma Hayek nel cinema americano. Inizialmente fu scritturato Raúl Juliá per il ruolo di Bucho, ma l'attore era già gravemente malato e morì poco tempo prima dell'inizio delle riprese. Considerato da molti come il Pulp Fiction di Rodriguez, questo film è una sorta di miscuglio tra il pulp e il western, con l'immancabile stallo alla messicana. Il film è stato presentato fuori concorso al 48º Festival di Cannes.

## Trama
Messico, Coahulia, il Mariachi Manito, ex musicista disilluso che non può più suonare la chitarra, vive come un giustiziere per vendicarsi dei narcotrafficanti al cui soldo lavoravano gli uomini che hanno ucciso la sua donna e sparato alla sua mano sinistra. Aiutato dal suo unico amico Buscemi e non potendo più suonare, usa la custodia della sua chitarra per nascondere le armi. Il mito del Mariachi assassino lo precede al suo arrivo nella città di tal Bucho, suo ultimo obiettivo. Qui dà subito prova della sua fama eliminando un bel mucchio di tirapiedi nel bar Tarasco. A questo punto Bucho si mette sulle tracce del Mariachi ma i colombiani ai quali deve dare a sua volta conto ingaggiano un loro uomo per risolvere la situazione. Segue uno scontro sanguinoso tra il killer colombiano, gli uomini di Bucho e il Mariachi. Quest'ultimo, ferito, si rifugia nel bar-libreria della bella Carolina, che lo cura e lo nasconde.
In quel momento fa irruzione Bucho, che descrive il Mariachi a Carolina, chiedendole se ha visto un tipo come lui. Carolina nega, ma Bucho non è convinto e le fa capire che se scoprisse che sta mentendo la ucciderebbe. Manito, nascosto dietro il bancone del bar, non fa in tempo ad ucciderlo prima che se ne vada. Più tardi Bucho manda degli uomini a casa di Carolina, e lei e Manito vengono scoperti. I due riescono a fuggire, ma il locale di Carolina viene distrutto. In quel momento Manito vede per la prima volta il volto di Bucho e, pur avendo l'occasione di ucciderlo, non lo fa. Tornato a casa insieme a Carolina, confessa il suo desiderio di smettere di cercare vendetta, ma chiama due sue vecchi amici con l'intento di sbarazzarsi degli uomini che lo inseguono e che ora vogliono morta anche la ragazza. Durante la sparatoria, il piccolo chitarrista viene ferito, e Manito e Carolina lo portano in ospedale.
Furiosi per quanto è successo, i due si dirigono verso la residenza di Bucho, che li sta aspettando. In quel momento si capisce perché Manito non ha ucciso il suo nemico quella mattina: Bucho è suo fratello Cèzar. Dopo aver parlato con lui, Manito decide di andarsene, ma Bucho punta la pistola contro Carolina, deciso a punirla per il suo tradimento. Manito tira fuori due pistole che nascondeva nelle maniche e uccide Cèzar per salvare la donna. Dopo questa resa dei conti, Manito torna in ospedale a trovare il piccolo chitarrista. Il Mariachi getta via la custodia nella quale teneva le sue armi e riparte con Carolina, per poi ripensarci e riprendere la custodia poco dopo.

## Colonna sonora
Le tracce audio della colonna sonora sono eseguite dai Los Lobos e raccolte in Desperado OST. All'interno del CD sono raccolte oltre alle musiche dei Los Lobos anche la ballata del Mariachi, cantata da Antonio Banderas e scritta dai Los Lobos, e brani di altri artisti come Tito & Tarantula e Dire Straits.

## Distribuzione
Il film è uscito in Italia il 9 febbraio 1996.

## Riconoscimenti
- Saturn Award
  - Candidatura migliore attrice non protagonista (Salma Hayek)
- MTv Award
  - Candidatura miglior bacio (Salma Hayek e Antonio Banderas)

## Citazioni
- Tra le pistole del mariachi c'è anche quella "inguinale" poi sfoggiata da Tom Savini in Dal tramonto all'alba.
- Nella scena iniziale del concerto è possibile scorgere quasi tutti gli attori del precedente film El mariachi, che si rivedranno più avanti per dare man forte al protagonista durante una sparatoria.
- Molte delle canzoni utilizzate come colonna sonora, di gruppi come Link Wray e Raymen, sono citazioni da altri film di Quentin Tarantino.